# Лікарі без кордонів
«Лікарі без кордонів» (фр. Medecins sans frontiers, MSF) — незалежна міжнародна медична гуманітарна організація. Лауреат Нобелівської премії миру 1999 року за гуманітарну діяльність та допомогу постраждалим під час збройних конфліктів, від природних і техногенних катастроф. 20 грудня 2011 року Організація відзначила своє 40-річчя.
Свою діяльність розпочала у Парижі в 1971 як незалежна асоціація французьких лікарів і згодом перетворилася на міжнародний гуманітарний рух з відділеннями у 20 державах. Організація реалізує численні проекти в 80 країнах світу. Завдяки цій організації проблема надання незалежної гуманітарної допомоги стала одним з головних пріоритетів міжнародної політики наприкінці ХХ — початку XXI ст.

## Склад організації
Секретаріат організації розташований в Брюсселі.
У 2004 організацію очолювали президент Міжнародної ради «Лікарів без кордонів» д-р Мортен Роструп і генеральний секретар Організації Рафаель Віласанхуан.
Зараз у світі працює понад 24 тисяч волонтерів-лікарів, які готові в будь-який момент вирушити в необхідне місце. Більшість з них є лікарями або обслуговуючим медперсоналом, що, однак, не заважає професіоналам з інших галузей продуктивно співпрацювати в рамках проектів організації «Лікарі без кордонів». Долучитися до фінансування «Лікарів без кордонів» можуть усі — політики, бізнесмени, релігійні організації та навіть пересічні люди. Близько 80 % усіх надходжень організація отримує від 2 мільйонів індивідуальних донорів.

## Принципи діяльності

Список країн, де організація має свої місії

Хартія Організації визначає її як міжнародну неурядову організацію. У діяльності виділяються 4 ключові принципи:
- Надання допомоги потерпілим внаслідок природних і техногенних катастроф, так само як і жертвам збройних конфліктів, без дискримінації та незалежно від їхньої расової приналежності, віросповідання та політичних переконань.
- Дотримання нейтралітету в ім'я загальновизнаної лікарської етики і загальновизнаного права на гуманітарну допомогу. На цій підставі Організація вимагає від національних урядів і державних органів повної свободи при здійсненні своєї діяльності.
- У свою чергу, добровольці і штатні співробітники «Лікарів без кордонів» зобов'язуються неухильно дотримуватися професійної етики в цілях збереження повної незалежності Організації від всіляких політичних, релігійних та економічних насильств.
- Всі добровільні і штатні співробітники Організації повинні розуміти про ризик, пов'язаний з їхньою професійною діяльністю. У зв'язку з цим вони, члени їхніх сімей або їхні довірені особи не мають права вимагати матеріальної компенсації, за винятком тих випадків, коли Організація сама здатна надати посильну допомогу. Часто працівники Організації піддаються викраданням. Наприклад, агенція ООН у справах біженців у жовтні 2011 року призупинила більшість своїх місій у Дадаабі — одному з найбільших гуманітарних таборів у світі. Так відреагували на викрадення двох працівниць Організації Лікарі без кордонів. Табір знаходиться у Кенії на поблизу Сомалі.[10]
- Профілактика поширення СНІДУ у бідних африканських країнах, боротьба з туберкульозом та іншими небезпечними недугами — також серед пріоритетів Організації. Так «Лікарями без кордонів» розпочато глобальний протест проти політики Європейського союзу в області захисту авторських прав великих фармацевтичних компаній. Вони оголосили незгоду з діяльністю європейській фарміндустрії. Протест перш за все спрямований на те, що діяльність європейської фарміндустрії унеможливлює виробництво в Індії ряду дешевих дженерикових препаратів, у тому числі ліків для лікування ВІЛ-інфекції, затрудняє їх реєстрацію та відправку.[11]

## Географія та спектр діяльності
Географія і спектр діяльності «Лікарів без кордонів» досить широкі. Вони працюють на всіх континентах і присутні у багатьох гарячих точках та у країнах зі слаборозвиненою інфраструктурою охорони здоров'я.
- Організація співпрацює з місцевими державними установами для надання допомоги у цій сфері.
- Співробітники Організації працюють в провінційних медичних установах в країнах, що розвиваються, проводячи тренінги для місцевого персоналу з метою підняття рівня локальної системи охорони здоров'я до світових стандартів.
- Інформування громадськості про кризові ситуації та їхні наслідки також є одним з головних пріоритетів Організації. «Лікарі без кордонів» намагаються забезпечити дотримання основних прав людини, надати необхідну медичну допомогу і т. д.
- Співробітники не тільки допомагають постраждалим, а й інформують ЗМІ та світову громадськість про виконану роботу в «гарячих» точках планети і про те, що ще належить зробити. Там, де це можливо, «Лікарі без кордонів» організовують презентації, публікують статті і дають інтерв'ю, намагаючись привернути увагу до важливих, але маловідомим для світової громадськості проблем країн, що розвиваються з метою залучення публічних фігур зі світу бізнесу, політики, культури та науки, які, в свою чергу, не тільки виступають як донори та добровольці, а й виступають провідниками ідей «Лікарів без кордонів» у своїх колах.[9]

## Діяльність організації
Австрійське відділення Організації провело з нагоди тридцятирічної річниці своєї діяльності велику інформаційну кампанію, головною особливістю якої стало звернення до широкої аудиторії і відкриття нових джерел пожертвувань. Так до 80 % фінансових коштів Організація отримує від двох мільйонів індивідуальних донорів. У 2002 вона перемогла на конкурсі ефективних рекламних кампаній фестивалю Golden Drum.
Моніторинг та захист прав людини є ключовим завданням польових місій. «Лікарі без кордонів» виступають на захист порушених прав людини, чинячи тиск на державні органи як безпосередньо, так і опосередковано — за допомогою мобілізації громадської думки в західних країнах та інформаційних кампаній, «будять» міжнародне співтовариство в цілому. У цьому випадку показова діяльність Бернара Кушнера, колишнього глави «Лікарів без кордонів», під час Косівського кризи 1999. Виступаючи в цілому на підтримку косовських албанців, він ініціював інформаційну кампанію з допомоги біженцям, дистанціюючись від урядів країн — членів НАТО. Працюючи в Косово, Організація відмовилася від пожертвувань з боку урядів країн-членів НАТО і від координації своїх дій з військовим командуванням Альянсу.
Для підвищення ефективності своєї діяльності та запобігання втручання державних структур в свою роботу, «Лікарі без кордонів» принципово зберігають дистанцію у своїх відносинах з урядами різних країн і дотримуються нейтралітету. З цієї ж причини Організація намагається забезпечити незалежне фінансування своєї діяльності, максимально приховати її джерела. При цьому пріоритет віддається пожертвам фізичних осіб.
«Лікарі без кордонів» намагаються не йти на політичні компроміси. Там, де дистанцію по відношенню до органів влади зберегти не вдається, Організація згортає свою діяльність. Загальновідомо, що вони були першою міжнародною гуманітарною організацією, яка відкрила своє представництво в Північній Кореї. У 1998 Організація покинула цю країну через небажання йти на компроміс з офіційним Пхеньяном.

## Нагороди організації
За час своєї діяльності «Лікарі без кордонів» удостоїлися численних міжнародних нагород за гуманітарну діяльність і внесок у збереження миру. Серед них:
- 1991 — іспанський «Приз згоди»;
- 1992 — нагорода в галузі прав людини від Ради Європи;
- 1993 — медаль Нансена від Верховного комісаріату ООН у справах біженців;
- 1993 — нагорода «За свободу духу — приз Сахарова» від Європейського парламенту;
- 1997 — нагорода ім. Індіри Ганді (Індія)
- 1999 — Нобелівська премія миру

У своїй нобелівської лекції 10 грудня 1999 року глава Організації Джеймс Орбінський згадав основні сфери діяльності та операції «Лікарів без кордонів» і закликав світову громадськість приділити більшу увагу людям, які залишилися «за бортом прогресу» як в конфліктних зонах, так і в індустріально розвинених країнах.

## Програми «Лікарів без кордонів»
Найбільш значущі міжнародні програми:
- З 1994 — допомога цивільним жертвам етнічних і регіональних конфліктів у районі Великих Африканських озер;
- 2002–2003 — місія під час громадянської війни в Ліберії
- 1994 — допомога жертвам геноциду в Руанді;
- до 2003 місія в Іраку. Проте персонал Організації був виведений з цієї країни після терористичної атаки на представництво Червоного Хреста в Багдаді.
- 1979–2004 — Місії «Лікарів без кордонів» на афгано-пакистанському кордоні та в самому Афганістані. У 2004 через вбивство 5 співробітників і збільшення загрози безпеці решти співробітників, Організація заявила про відхід із цього регіону.[9]

## MSF в республіках колишнього Радянського Союзу
У 1988 році «Лікарі без кордонів» допомагали постраждалим під час землетрусу в м. Спітак, Вірменія. Це була перша місія надзвичайної допомоги організації на території колишнього Радянського Союзу. MSF проводила різні програми у Вірменії, Грузії, Киргизстані, Молдові, Росії, Туркменістані, Узбекистані, Україні, Таджикистані, Казахстані. З моменту початку військових дій у Чечні в 1994 році Організація надавала медичну, гуманітарну та психологічну допомогу постраждалому населенню на території республіки, а також десяткам тисяч біженців в сусідніх Дагестані та Інгушетії.

## Діяльність в Україні
«Лікарі без кордонів» розгортає свою діяльність в Україні у п'яти напрямках — від розповсюдження друкованих матеріалів про ВІЛ/СНІД до лікування вагітних жінок, які мають вірус ВІЛ. В Україні існує мережа державних та недержавних структур, які працюють у галузі профілактики ВІЛ/СНІДу. Лікарі без кордонів активно співпрацюють з ними з метою обміну досвідом .
У березні 2001 року Міжнародна медичної організації «Лікарі без кордонів» (MSF) висловила занепокоєння проблемою СНІДУ в Україні і розпочала кампанію в засобах масової інформації "Ви повинні знати про ВІЛ та про СНІД більше. Було створено чотири регіональні інформаційні центри з метою поширення публікації матеріалів про сам вірус.
У липні 2005 року MSF завершила роботу, яку розпочато у 2000 році, над передачею інформації своєї програми з ВІЛ / СНІД на Україну центрам боротьби зі СНІДом в Миколаєві, Одесі та Сімферополі.
MSF вводила в Україні модель повноцінного лікування, що включає профілактику передачі вірусу від матері дитині (ППМР), лікування та догляд, підтримку лабораторій та психологічну допомогу.

14 липня 2011 року відбулася зустріч представників Державної служби України з лікарських засобів, Міжнародної організації «Лікарі без кордонів» та тих, хто впроваджує Програму «Зупинимо туберкульоз в Україні». Зустріч базувалась на укладенні у грудні 2010 року між Україною та Глобальним Фондом боротьби зі СНІДом турбекульозом та малярією Грантової угоди щодо реалізації програми «Зниження захворюваності на туберкульоз в Україні за рахунок розширення та покращення доступу до високоякісних послуг з профілактики та лікування туберкульозу в Україні». Ця програма передбачала планову закупівлю протитуберкульозних препаратів. В обов'язки Організації «Лікарі без кордонів» входить контроль за якістю цих ліків. У планах зустрічі було отримання інформації про українських виробників таких лікарських засобів з метою боротьби з туберкульозом.
Ірина Демченко, перший заступник Голови Державної служби України з лікарських засобів, зауважила:
|  | «Я сподіваюся, що наша співпраця допоможе посилити ефективність Програми «Зупинимо туберкульоз в Україні», та впровадити надалі відповідні профілактичні дії, що попередять розповсюдження цих страшних хвороб в нашій країні». |

Про довіру українського суспільства до Організації «Лікарі без кордонів» свідчить факт, що при виникненні політичних конфліктів Організація виступає як джерело компетентності і неупередженості. Так у вересні 2011 року до експертів Організації звернувся депутат від НУНС Геннадій Москаль з проханням обстежити екс-міністра внутрішніх справ Юрія Луценка і надати незалежну оцінку стану його здоров'я.
З подібним проханням до «Лікарів без кордонів» та Червоного хреста восени 2011 року звернулась партія «Всеукраїнське об'єднання „Батьківщина“». Метою прохання стало бажання провести діагностику та лікування лідера партії, колишнього прем'єр-міністра Юлії Тимошенко.